# Maria Luisa Berti
Maria Luisa Berti (ur. 6 października 1971) – sanmaryńska prawnik i polityk, deputowana do parlamentu w latach 2001–2006 oraz od 2008, kapitan regent San Marino od 1 kwietnia 2011 do 1 października 2011.

## Życiorys
Maria Luisa Berti ukończyła prawo na Uniwersytecie w Urbino (Università degli Studi di Urbino „Carlo Bo”). Po studiach pracowała jako adwokat i notariusz. Działalność polityczną rozpoczęła w 1989, wstępując w szeregi Chrześcijańsko-Demokratycznej Partii San Marino (PDCS). Była członkiem jej ruchu młodzieżowego oraz redaktorem naczelnym magazynu „Azione” (Akcja). W 2001 z ramienia PDCS dostała się w skład Wielkiej Rady Generalnej, w której zasiadała przez całą 5-letnią kadencję.
W 2006 opuściła szeregi Chrześcijańsko-Demokratycznej Partii San Marino i wstąpiła do nowo powstałej partii My Sanmaryńczycy (Noi Sammarinesi, NS). W wyborach w 2006 nie uzyskała jednak mandatu w parlamencie. Do Wielkiej Rady Generalnej dostała się dopiero w wyniku wyborów w 2008. Jej ugrupowanie uzyskało 2 mandaty. Z ramienia NS do parlamentu dostał się również jej brat, Gian Nicola Berti. Maria Luisa Berti weszła w skład parlamentarnej Komisji Spraw Zagranicznych.
16 marca 2011 razem z Filippo Tamagninim została wybrana przez parlament na urząd kapitana regenta San Marino, objęła go 1 kwietnia 2011 na okres 6 miesięcy. Ponownie wybrana na to stanowisko w kadencji od 1 października 2022 do 1 kwietnia 2023 (wspólnie z Manuelem Ciavattą).

## Odznaczenia
- Krzyż Wielki Order Świętego Grzegorza Wielkiego (Watykan, 2011)[3]
- Wielki Oficer Orderu Gwiazdy Włoch (Włochy, 2024)[4]